# SMS Königsberg (1905)

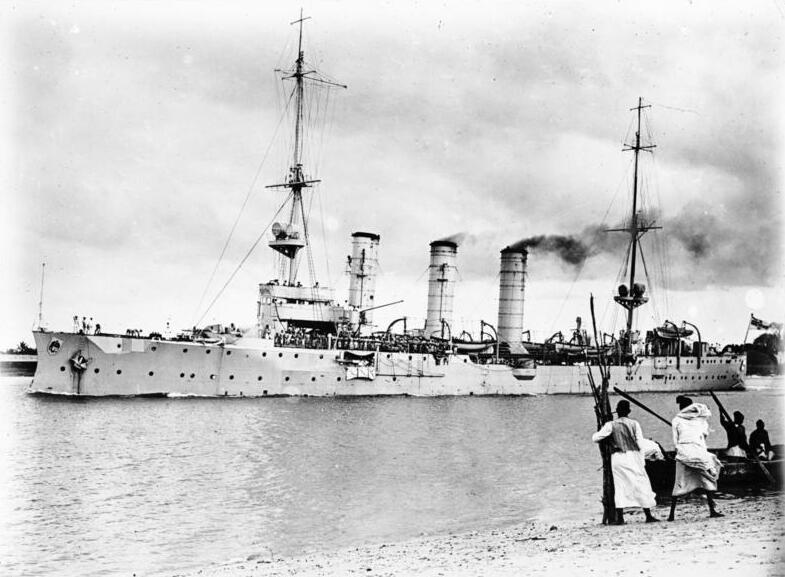
SMS Königsberg

SMS Königsberg a fost un crucișător al marinei imperiale germane.